# Flagey-Echézeaux
Flagey-Echézeaux é uma comuna francesa na região administrativa da Borgonha-Franco-Condado, no departamento de Côte-d'Or. Estende-se por uma área de 8 km². Em 2010 a comuna tinha 495 habitantes (densidade: 61,9 hab./km²).